# Sint-Blasiuskerk (Krombeke)

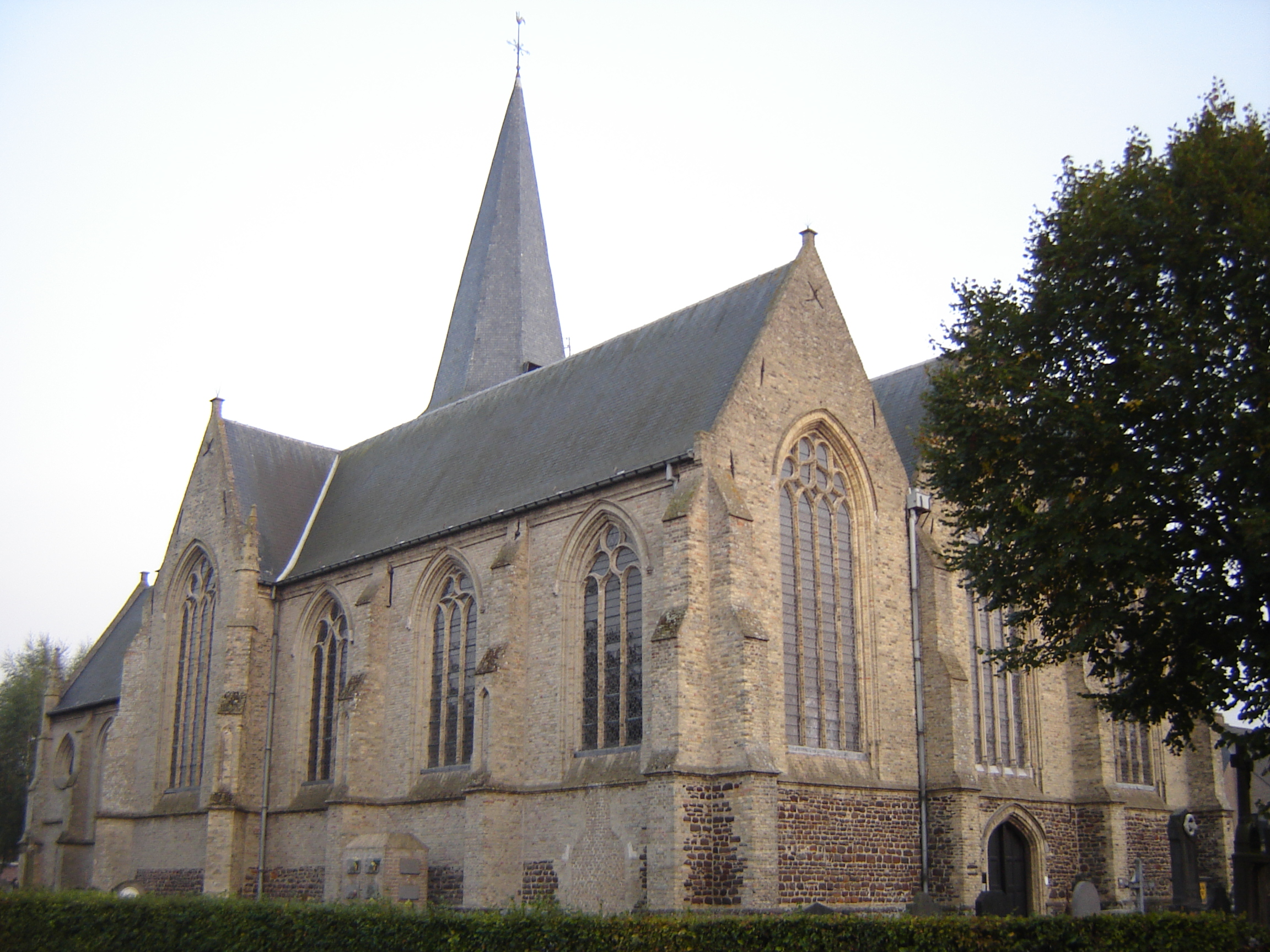
Sint-Blasiuskerk

De Sint-Blasiuskerk is de parochiekerk van de tot de West-Vlaamse gemeente Poperinge behorende plaats Krombeke, gelegen aan de Andreas Verbrigghestraat.

## Geschiedenis
Vermoedelijk was er oorspronkelijk sprake van een romaanse kapel, later (1134) een kerk, gebouwd in ijzerzandsteen. Later werd hier een laatgotische bakstenen hallenkerk gebouwd, waarbij ook het ijzerzandsteen werd hergebruikt. Het oostelijk deel is van begin 15e eeuw, de vieringtoren is 16e-eeuws. Tijdens de Beeldenstorm (2e helft 16e eeuw) werd de kerk gedeeltelijk vernield, en daarna hersteld. Ook in 1731 vonden herstelwerkzaamheden plaats. In 1874 werd een sacristie aangebouwd.

## Gebouw
Het betreft een laatgotische, driebeukige hallenkerk met vieringtoren. Het materiaal is gele baksteen, maar voor de onderbouw werd ijzerzandsteen gebruikt. De vieringtoren is achtzijdig en heeft een ingesnoerde naaldspits.

## Interieur
De kerk bezit enkele schilderijen, zoals Lazarus en de rijke vrek (tweede helft 18e eeuw) en Doop van Jezus in de Jordaan (vierde kwart 18e eeuw, toegeschreven aan Desremaux). Er is een 16e-eeuws gepolychromeerd stenen beeld van de Heilige Godelieve en een gepolychromeerd houten Sint-Anna-te-Drieën, afkomstig uit de Abdij van Eversam (tweede helft 16e eeuw).
Het hoofdaltaar is een portiekaltaar van omstreeks 1740 met altaarstuk Verheerlijking van het Kruis. In de noordbeuk is een portiekaltaar (1e helft 17e eeuw) dat is toegewijd aan Onze-Lieve-Vrouw van de Rozenkrans, met een altaartafel uit de 2e helft van de 18e eeuw. Het zuidelijk zijaltaar is toegewijd aan de Heilige Blasius, met een Blasiusbeeld uit de eerste helft van de 18e eeuw. De altaartafel is eind 18e eeuw.
De biechtstoelen zijn van omstreeks 1800; de communiebank is van omstreeks 1740; de preekstoel is uit de 1e helft van de 17e eeuw. Het orgel is afkomstig van Duinkerke, in 1780 vervaardigd door Jean-Joseph vander Haeghen, en vernieuwd door Loncke. Ook is er een 16e-eeuwse grafsteen.